# Selenicereus megalanthus

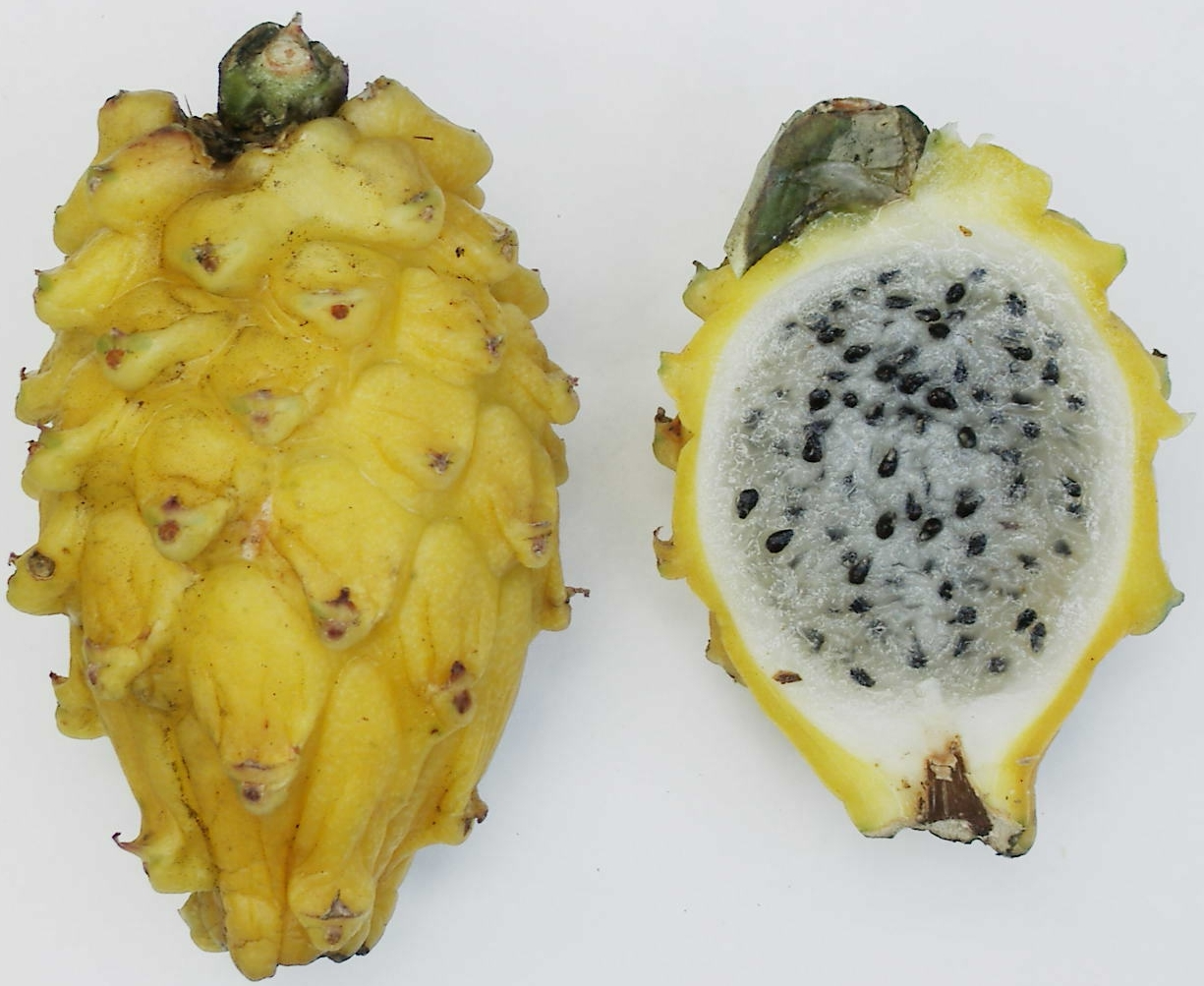
Fruit

Selenicereus megalanthus és una espècie fanerògama que pertany a la família de les cactàcies (Cactaceae).

## Descripció
Selenicereus megalanthus creix de forma epífita penjant, està mol ramificat i arriba als 13 metres de llargada. Les tiges són triangulars de color verd fosc i estan lleugerament ondulats a les vores, i no són suaus. Les tiges fan d'1,5 a 4 cm de diàmetre, d'1 a 2 m de llarg i tenen arrels aèries. De les arèoles en surten d'1 a 3 espines subulades, de color marró groguenc i lleugerament corbades, que estan lleugerament engrossides a la base i tenen una longitud d'entre 3 i 5 mm.
Les flors posteriors, molt perfumades, fan fins a 30 centímetres de llarg. El seu periant és sorprenentment ample. Els periants exteriors són de color groc clar, els interiors blancs. L'hipant és molt voluminós i cobert d'escates, llana blanca i de 14 a 15 espines en forma de truges per arèola. Els fruits són comestibles, grocs i en forma d'ou, fan fins a 11 cm de llarg i només tenen unes poques espines. La polpa és blanca o rosada.

## Distribució
Selenicereus megalanthus es distribueix a Colòmbia, Equador, Perú i probablement a Bolívia a altituds de 90 a 1800 m.

## Ús
Selenicereus megalanthus es conrea cada cop més a les plantacions per la seva fruita comestible (comercialitzada com a "pitaia" o "fruita del drac").

## Taxonomia
Selenicereus megalanthus va ser descrita per Reid Venable Moran i publicat a Gentes Herbarum; Occasional Papers on the Kinds of Plants 8(4): 325, a l'any 1953.
Etimologia
Selenicereus: nom genèric es deriva del grec Σελήνη (Selene), la deessa de la lluna i cereus, que significa 'espelma' en llatí, en referència a les flors nocturnes.
megalanthus: epítet llatí que vol dir "de flors molt grans"
Sinonímia
- Cereus megalanthus K. Schum. ex-Vaupel
- Cereus megalanthus K. Schum. ex-Ule
- Hylocereus megalanthus (K. Schum. ex-Vaupel) Ralf Bauer
- Mediocactus megalanthus (K. Schum. ex Ule) Britton & Rose[3]